# The Dictator
The Dictator är en amerikansk komedifilm från 2012, i regi av Larry Charles och med Sacha Baron Cohen i huvudrollen. Baron Cohen har även skrivit och producerat filmen. Den är inspirerad av den bästsäljande romanen "Zabibah and The King" av Saddam Hussein, och är också tillägnat till minnet av Kim Jong-il.
Filmen hade världspremiär den 16 maj 2012.

## Handling
Haffaz Aladeen är en maktgalen diktator som styr över den fiktiva oljerika afrikanska staten Wadiya. Alladeen är lika egoistisk och hänsynslös som alla andra diktatorer, och som slumpvis avrättar alla som inte följer hans order eller som helt enkelt inte håller med om vad han säger till dem. Alladeen blir så småningom kallad av FN för att bemöta deras oro om hans nya kärnvapenprogram.

## Rollista
- Sacha Baron Cohen - Admiral General Haffaz Aladeen[6], och hans dubbelgångare Efawadh
- Ben Kingsley - Tamir,[7][8] Aladeens farbror
- Jason Mantzoukas - Nadal[7]
- Anna Faris - Zoey[7]
- John C. Reilly - Clayton[7]
- Bobby Lee - Mr. Lao
- Sayed Badreya - Omar
- Adeel Akhtar - Maroush
- Fred Armisen - Servitör
- Mark Campbell - BBC-reporter
- Edward Norton - Sig själv
- Megan Fox - Sig själv